# Пиду (Чэнду)
Пиду́ (кит. упр. 郫都, пиньинь Pídū) — район городского подчинения города субпровинциального значения Чэнду провинции Сычуань (КНР).

## История
Уезд Пи (郫县) был образован при империи Цинь в 316 году до н. э.
В 1950 году был образован Специальный район Вэньцзян (温江专区), и уезд вошёл в его состав. В 1970 году Специальный район Вэньцзян был переименован в Округ Вэньцзян (温江地区). В 1983 году округ Вэньцзян был расформирован, и уезд Пи перешёл под юрисдикцию Чэнду.
24 ноября 2016 года постановлением Госсовета КНР был расформирован уезд Пи, а вместо него образован район городского подчинения Пиду.

## Административное деление
Район Пиду делится на 3 уличных комитета и 13 посёлков.

## Экономика
Развита пищевая промышленность, особенно производство «писянь доубань» — острой пасты из ферментированных конских бобов и перца чили.